# Epimecis conjugaria
Epimecis conjugaria är en fjärilsart som beskrevs av Achille Guenée 1857. Epimecis conjugaria ingår i släktet Epimecis och familjen mätare. Inga underarter finns listade i Catalogue of Life.